# Kúria (bíróság)
A Kúria, 1945-ig Magyar Királyi Kúria, majd Magyar Kúria, Legfelsőbb Bíróság, 2011-től ismét Kúria a legfőbb bírósági fórum Magyarországon, amelynek alapvető feladata a legfelsőbb szintű ítélkezés és az egységes bírói jogalkalmazás biztosítása. A Kúria feladat- és hatásköreit az Alaptörvény, valamint a bíróságok szervezetéről és igazgatásáról szóló 2011. évi CLXI. törvény határozza meg az alábbiak szerint:
A Kúria:
- Ítélkezési tevékenysége keretében elbírálja:
  - (törvényben meghatározott ügyekben) a törvényszékek, valamint az ítélőtáblák határozatai ellen benyújtott fellebbezéseket (rendes jogorvoslat)
  - a jogerős ítéletek ellen benyújtott, jogsértést állító felülvizsgálati kérelmeket (rendkívüli jogorvoslat)
- Az egységes bírói joggyakorlat biztosítása keretében:
  - a bíróságokra kötelező jogegységi határozatot hoz
  - kollégiumi véleményt nyilvánít, joggyakorlat-elemzést folytat, együttműködik az alsóbb fokú bíróságokkal
  - nem kötelező elvi bírósági határozatokat és elvi bírósági döntéseket tesz közzé
- Az önkormányzatokkal kapcsolatos tevékenysége keretében:
  - dönt az önkormányzati rendeletek más jogszabályba ütközéséről és megsemmisítéséről
  - dönt a helyi önkormányzatok törvényen alapuló jogalkotási kötelezettségének elmulasztásával kapcsolatos panaszokról
- Igazgatási tevékenysége keretében:
  - törvényben meghatározott esetekben kijelöli az eljáró bíróságot
  - panaszügyeket intéz.

A Kúria fenti tevékenységeit hivatásos bírók végzik.
A Kúria elnökét a határozatlan időre kinevezett és legalább 5 éves bírói szolgálati viszonnyal rendelkező bírák közül a köztársasági elnök javaslatára az Országgyűlés választja 9 évre. A Kúria elnökének megválasztásához az országgyűlési képviselők kétharmadának szavazata szükséges.
Kúriai bírói álláshely pályázat útján tölthető be. A Kúriára kiírt bírói pályázatra benyújtott pályázatokat a Kúria elnöke bírálja el. A szakmai fejlődés elősegítése érdekében más bíróságok bírái kirendelhetők a Kúriára.
A Kúrián 84 bíró dolgozik (2019. februári adat).
A Kúria elnöke Prof. Dr. Varga Zsolt András magyar jogtudós, alkotmányjogász, közigazgatási jogász, elnökhelyettesei Prof. Dr. Patyi András magyar jogtudós, közigazgatási jogász, volt kúriai tanácselnök és Böszörményiné dr. Kovács Katalin. A Kúria igazgatását ezen időszakban főtitkárként Dr. Gyarmathy Judit polgári ügyszakos bíró vezeti.
A Kúrián Büntető, Polgári és Közigazgatási-Munkaügyi Kollégium működik. A Büntető Kollégium vezetője dr. Székely Ákos, a Polgári Kollégium vezetője dr. Wellmann György. A Közigazgatási-Munkaügyi Kollégium vezetője dr. Kalas Tibor, kollégiumvezető-helyettese dr. Tálné dr. Molnár Erika (2020-as adat).
A bírák ítélkező és jogegységesítő tevékenységét 220 igazságügyi alkalmazott segíti (2019. februári adat).

## Az épület története
A Kúria eredeti épülete Pesten, a Curia utca és a Kígyó tér (vagy Franziskanerplatz) sarkán állt, korábban az 1720-30-as években Szeleczky Márton háza volt, 1771-től, Mária Terézia intézkedése eredményeként költözött bele a Kúria. Ezt az épületet a Belváros rendezésekor lebontották. A Kossuth téri Igazságügyi palota már az 1890-es években megépült. A Markó utcai épület felépítéséről 1911-ben született határozat, hogy otthonul szolgáljon az Igazságügy-minisztériumnak. Az építkezés 1913 augusztusában kezdődött Fellner Sándor és Jablonszky Ferenc tervei szerint. 1915-től, a háborús nehézségek következtében lelassult a palota építése, mivel a munkások jelentős része hadba vonult, és a fémanyagokat is inkább hadi célokra vették igénybe. Az épület végül 1918-ra készült el. Az igazságügyi tárca 1918 és 1945 között használta a létesítményt. 1945 után a Belügyminisztérium, a Vegyipari minisztérium, a Bánya-és Energiaügyi minisztérium, majd a Nehézipari Minisztérium, az Országos Műszaki és Fejlesztési Bizottság (OMFB) és a Bányaműszaki Felügyelőség használta. A Kúriát az I. kerületi Fő utca 1. szám alá költöztették, és csak 1981-ben tudta elérni Szilbereky Jenő, hogy az intézmény visszakapja eredeti épületét. Azóta is itt működik Legfelsőbb Bíróság, majd 2012-től eredeti (Kúria) néven. Egyben az épület ad otthont két másik intézménynek is, így a Legfőbb Ügyészségnek és a Fővárosi Ítélőtáblának.
Az épület ad otthont Strobl Alajos hatalmas Justitia szobrának is, amely csak 1983-ban került ide, eredetileg a Kossuth téri épületben volt.

## A legfelsőbb szintű bírói szerv története
A királyi kúria kifejezés általában a középkori királyi udvar megjelölésére szolgált, szűkebb értelemben viszont a királyi udvarban működő központi bíróságok elnevezésére utalt. A középkori igazságszolgáltatásban az uralkodó a legfőbb bíró, aki jog- és igazságszolgáltató hatalmát – a kor elvárásainak megfelelően – jobbára személyesen gyakorolta (fehérvári törvénylátó napok, más nagyobb ünnepek alkalmával, nevezetesebb egyházi központokban). A királyi kúria székhelye kezdetben Visegrád volt, majd Zsigmond (1368-1437) uralkodásának második felétől Buda.
Az uralkodó személyes ítélkezési jogkörét „jelenléti bíróságokon” gyakorolta, amelyek vezetését és az ott folyó bíráskodást tisztségviselőinek adta át.
A királyi kúria szervezete és hatásköre a 17. század végére alakult ki. A királyi kúria két felsőbíróságot jelentett:
- a hétszemélyes tábla, amely fellebbviteli bíróság volt (elnöke a nádor) és
- a királyi tábla, amely részben elsőfokú, részben fellebbviteli bíróság volt (elnöke a személynök).

A két tábla közül a munka nagy része a királyi táblára nehezedett. Évente hosszabb ideig ülésezett, mint a hétszemélyes tábla, a kúriai peres eljárás leghosszabb és legnehezebb szakasza is itt folyt le, s egyes feladatokat a másik tábla részére is el kellett látnia. A hétszemélyes táblát némi túlzással „előkelő tanácskozó testületként” jellemezhetjük, amely fellebbviteli ítélkező fórumként a királyi tábla által előkészített és előterjesztett ügyekben foglalt állást.
A Magyar Királyi Kúria (röviden: Kúria) szervezetét az 1723. évi bírósági reform rögzítette (igazságszolgáltatás és közigazgatás szétválasztása). A Kúria működése állandósult, bíráinak száma növekedett, székhelye Pestre került. A királyi tábla országos felsőbíróságként járt el első fokon, többek között hűtlenségi és felségsértési ügyekben, valamint ősiséggel kapcsolatos öröklési és vagyonjogi perekben. A hétszemélyes tábla fellebbviteli ügyeket tárgyalt.
Az 1790/91. évi országgyűlésen hozott törvények alapján a Kúria a Helytartótanáccsal együttműködve rendkívül gyorsan kiadta azokat a gyakorlati intézkedéseket, amelyek a II. József-féle reformokat (Sanctio Criminalis Josephina, Novus Ordo Judiciaria) megelőző, vagyis az 1780. évi helyzet zökkenőmentes visszaállításához szükségesek voltak.
Az 1848. évi áprilisi törvények a központi bíráskodás területén nem hoztak átfogó szabályozást. A Kúria feletti felügyeletet az igazságügyi minisztériumra ruházták.
A szabadságharc bukása utáni időszakban az igazságszolgáltatási szervezet a bécsi székhelyű igazságügy-miniszter felügyelete alá tartozott. A bírósági szervezeti hierarchia élén a Bécsben székelő legfőbb ítélőszék (Oberster Gerichtshof) állt, amelynek hatásköre valamennyi koronaországra kiterjedt. A legfőbb ítélőszék gyakorlatilag a hétszemélyes tábla helyébe lépett. Magyarországon mint koronaországban az öt kerülethez igazodva főtörvényszékek (Districtual Obergericht), majd 1854-től országos főtörvényszékek (Oberlandesgericht) alkották a legmagasabb bírói fórumot. Erdélyben, Horvátországban és a Szerb Vajdaságban egy-egy törvényszéket állítottak fel.
Az 1860. október 20-án kibocsátott Októberi Diploma kilátásba helyezte a Kúria visszaállítását. Gróf Apponyi György országbíró 1861 januárjában 60 jeles férfiút (köztük Deák Ferencet), Ghyczy Kálmánt, Mailáth Györgyöt és Horváth Boldizsárt) hívott tanácskozásra az Országbírói Értekezletre, amelynek feladata a magyar törvénykezés ideiglenes megszervezése volt. Az Országbírói Értekezlet 1861. január 23-tól március 4-ig ülésezett, s az itt hozott Ideiglenes Törvénykezési Szabályok 1868-ig irányadók voltak az igazságszolgáltatás kérdéseiben.
Az Ideiglenes Törvénykezési Szabályok visszatért az 1848 előtti magyar bírósági szervezethez, azonban a változásokra is figyelemmel volt. Az ország legfőbb ítélkezési fóruma az 1861. április 3-án ünnepélyesen visszaállított Magyar Királyi Kúria lett, két táblával. A királyi tábla megőrizte elsőfokú hatáskörét (pl. szerződések megtámadása miatt indított eljárás, ha a megtámadás alapja csalás, erőszak vagy tévedés volt; zálogperek; két megye határán fekvő birtokkal kapcsolatos perek; oklevél-hamisítás; felségsértés, hűtlenség, hazaárulás). A királyi táblához lehetett fellebbezni a kerületi tábláktól, a megyei törvényszékektől, valamint a szabad királyi városok törvényszékeitől. A hétszemélyes tábla fellebbviteli bíróság maradt, továbbá az ún. konok perlekedők ellen járt el, és kiküldhetett bírákat, ha az illetékes bíró az ítélkezésben akadályoztatva volt.
A kiegyezést követően lehetőség nyílt a bírósági rendszer átalakítására. A két királyi ítélő táblából Magyar Királyi Kúria néven létrejött a legfőbb törvényszék Pesten. A Kúria két osztályban működött: a 11 tagú Semmítőszék a felterjesztett ügyek alakiságának felülvizsgálatát látta el, míg a 7 tagú tanácsban eljáró Legfőbb Ítélőszék a fellebbvitel során érdemi elbírálásra kerülő kérelmekről döntött.
A Kúria elnökből, másodelnökből, hét tanácselnökből és a fiumei, valamint a tengerészeti ügyek két előadójával együtt 65 rendes bíróból állt, s – ügytípustól függően – héttagú, illetve öttagú tanácsban döntött. A rendes ügyek elbírálására szolgáló tanácsokon kívül fegyelmi tanácsok, valamint a választói jogosultság felett ítélkező tanácsok is működtek a Kúrián.
A történeti alkotmány visszaállításával megkezdődött a bírósági rendszer reorganizációja is. A dualizmuskori szervezethez képest kevés lényegi változás következett be: az igazságszolgáltatási feladatok zömét változatlanul a rendes bírósági szervek látták el. A bírósági hierarchia csúcsán a Kúria állt.
Közvetlenül a második világháború után az igazságszolgáltatás szervezete formailag keveset változott. A kommunista hatalomátvétel, az úgynevezett „fordulat éve” (1948) után határozottabbá vált az új kurzus átszervezési igénye, folyamatosan megindult a szovjet típusú társadalmi-gazdasági és hatalmi-intézményi rendszer kiépítése. Az ezt segítő bírósági szervezet és ítélkezés létrehozása, a közállapotok gyökeres megváltozása 1949-re jórészt a befejező szakaszához ért. A Kúriát – amely évszázadokon keresztül nemcsak a legfelsőbb szintű ítélkezést gyakorolta, hanem a szokásjog keletkezésének és megszilárdulásának a helye, valamint a magyar jogi tradíciók megteremtője is volt – megszüntették, s az 1949. évi XX. törvénnyel elfogadott Alkotmány értelmében a legfőbb ítélkező fórum a Magyar Népköztársaság Legfelsőbb Bírósága lett.
A bíróságok szervezetéről szóló 1954. évi II. törvény és 1972. évi IV. törvény rendelkezései szerint az ítélkezés elvi irányítása a Legfelsőbb Bíróság hatáskörébe tartozott, a bíróságok általános működése feletti felügyeleti, igazgatási jogosítványokkal azonban az igazságügy-miniszter rendelkezett.
A politikai rendszerváltással és az 1989. évi alkotmánymódosítással a legfőbb bírósági fórum a Magyar Köztársaság Legfelsőbb Bírósága elnevezést kapta. A jogállamiság alapjainak fokozatos kiépítésével együtt néhány jelentős átalakítás már az első években is érintette a bírósági szervezetet. A bírák kinevezése a köztársasági elnök hatáskörébe került; a bírói önigazgatás szerveiként intézményesültek az összbírói értekezletek, a bírói tanácsok. Az igazságügy-miniszter igazgatási partnereként megalakult az Országos Bírói Tanács.
Az átfogó bírósági reform megalapozásához és megvalósításához – az Alkotmány módosítása mellett – sor került a bíróságokra vonatkozó három törvényből álló jogszabálycsomag (a bírák jogállásáról és javadalmazásáról, az igazságügyi alkalmazottak szolgálati viszonyáról, valamint a bíróságok szervezetéről és igazgatásáról szóló 1997. évi törvények) megalkotására.
A 2011. évi igazságügyi reform eredményeként – részben módosult feladat- és hatáskörökkel – a történeti elnevezést visszanyerő Kúria lépett legfelsőbb bírói szervként a Legfelsőbb Bíróság helyébe. A reform nyomán szétvált a szakmai vezetésért felelős Kúria elnök, valamint a bírósági igazgatásért és a költségvetésért felelős Országos Bírósági Hivatal elnök személye. A bírák által választott, kizárólag bírókból álló Országos Bírói Tanács – az igazgatási rendszer elemeként – független testületként ellenőrzési és felügyeleti funkciót lát el.
Az Alaptörvény hetedik (2018. június 29-től hatályos) módosítása rendelkezik a Közigazgatási Felsőbíróság felállításáról. A módosítás szerint a rendes bíróságok döntenek büntetőügyben, magánjogi jogvitában és törvényben meghatározott egyéb ügyben, s a rendes bírósági szervezet legfőbb szerve a Kúria. A közigazgatási bíróságokról szóló 2018. évi CXXX. törvény, valamint a közigazgatási bíróságokról szóló törvény hatálybalépéséről és egyes átmeneti szabályokról szóló 2018. évi CXXXI. törvény értelmében a közigazgatási jogviták rendezésére 2020. január 1-jétől önálló, kétszintű bírósági rendszer létesül a Közigazgatási Felsőbíróság és nyolc közigazgatási törvényszék felállításával.

## A legfelsőbb szintű bírói szerv vezetői

### Kúria (1723–1949)
A Kúrián belüli hétszemélyes tábla vezetői 1848-ig a nádorok voltak (a nádori poszt betöltetlensége esetén pedig a helytartótanács elnökei). A királyi tábla élén a királyi személynök állt.
Az 1849 májusában újjáalakított, hazai központi bíróságok a hétszemélyes táblát és a királyi táblát váltották fel, működésük megkezdésére azonban az 1848-as forradalom és szabadságharc eseményei miatt gyakorlatilag nem volt idő. Tagjait megválasztották, elnökét azonban nem.
1850–1861 között Magyarországon megszűnt a legfőbb bírói fórum, helyette a Bécsben működő összbirodalmi legfőbb ítélő- és semmítőszék volt a legfelsőbb bírói fórum. E bíróságon belül működött egy, a régi hétszemélyes tábla egyes tagjaiból álló külön osztály a magyarországi ügyek tárgyalására, de ezek a bírák nem magyar, hanem birodalmi posztot töltöttek be.
1861–1884 között a Kúria vezetői az országbírók voltak.
- Apponyi György (1860–1863)
- Andrássy György (1863–1865)
- Az országbírói poszt betöltetlen (1865-1867)
- ifj. Mailáth György (1867–1883)
- Perczel Béla (1884–1888)
- Szabó Miklós (1888–1906)
- Oberschall Adolf (1906–1908)
- Günther Antal (1909–1920)
- Tőry Gusztáv (1920–1925)
- Juhász Andor (1925–1934)
- Osvald István (1934–1937)
- Töreky Géza (1937–1944)
- Szemák Jenő (1944–1945)
- Kerekess István (1945–1949)
- Somogyi Ödön (1949–1950, másodelnök)

### Legfelsőbb Bíróság (1949–2012)
- Somogyi Ödön (1949–1950, másodelnök)
- Jankó Péter (1950–1953, másodelnök)
- Molnár Erik (1953–1954)
- Domokos József (1954–1958)
- Jahner-Bakos Mihály (1958–1963)
- Szalay József (1963–1968)
- Szakács Ödön (1968–1980)
- Szilbereky Jenő (1980–1990)
- Solt Pál (1990–2002)
- Lomnici Zoltán (2002–2008)
- Baka András (2009–2011)

### Kúria (2012–)
- Darák Péter (2012–2021)
- Varga Zsolt András (2021–)[4]

## A Kúria helye a jelenlegi bírósági rendszerben
A 2011. évi bírósági reformtól kezdve az igazságszolgáltatás feladatát Magyarországon a Kúria, az ítélőtáblák, a törvényszékek, a járásbíróságok és kerületi bíróságok, valamint a közigazgatási és munkaügyi bíróságok látják el.

### Járásbíróságok és kerületi bíróságok
A négyszintű bírósági rendszerben vidéken 106 járásbíróság, Budapesten pedig 6 kerületi bíróság jár el első fokon. A járásbíróság és a kerületi bíróság első fokon ítélkezik. Hatáskörébe tartoznak azok a vagyonjogi perek, amelyek tárgyának értéke a harmincmillió forintot nem haladja meg, vagy amelyekben a vagyoni jogon alapuló igény értéke nem meghatározható, kivéve a szerzői jogi, a szomszédos jogi és az iparjogvédelmi pereket, a közhatalom gyakorlásával kapcsolatos kártérítés, illetve sérelemdíj megfizetése iránt indított pereket, a közérdekből indított pereket, a jogi személyek alapításával és törvényes működésével kapcsolatos pereket, továbbá a jogi személyek és tagjaik, volt tagjaik közötti, illetve a tagok, volt tagok egymás közötti, tagsági jogviszonyon alapuló pereket. A járásbíróság hatáskörébe tartoznak továbbá a személyi állapotot érintő perek és a végrehajtási perek.

### Közigazgatási és munkaügyi bíróságok
Az országban 20 közigazgatási és munkaügyi bíróság működik, amelyek kizárólag a nevükből adódó speciális jellegű ügyekben járnak el első fokon. E bíróságok feladata a közigazgatási határozatok bírósági perben történő felülvizsgálata, valamint a munkaviszonyból és munkaviszony jellegű jogviszonyból származó ügyek elbírálása.

### Törvényszékek
Magyarországon a 19 megyében és a fővárosban egy-egy, összesen 20 törvényszék található. A törvényszék elsőfokú hatáskörébe tartoznak mindazon perek, amelyek elbírálását törvény nem utalja a járásbíróság hatáskörébe. A törvényszék másodfokú bíróságként elbírálja a járásbíróságok, valamint a közigazgatási és munkaügyi bíróságok határozatai ellen benyújtott fellebbezéseket.

### Ítélőtáblák
Az 5 ítélőtábla (Fővárosi, Debreceni, Győri, Pécsi, Szegedi Ítélőtábla) a törvényszékek és a Kúria közötti szintet jelenti, létrehozataluk célja a korábbi Legfelsőbb Bíróság (mai Kúria) tehermentesítése volt. Az ítélőtáblák a törvényszékek elsőfokú bíróságként hozott határozatai ellen benyújtott fellebbezéseket bírálják el, valamint harmadfokon járnak el olyan büntetőügyekben, amelyekben másodfokon törvényszék járt el.

### Kúria
A bírósági hierarchia csúcsán a Kúria helyezkedik el. Feladatai és hatáskörei az alábbiak:

## A Kúria feladatai, hatásköre
A bíróságok szervezetéről és igazgatásáról szóló 2011. évi CLXI. törvény 24. §-a szerint a Kúria elbírálja (törvényben meghatározott ügyekben) a törvényszék, valamint az ítélőtábla határozata ellen előterjesztett jogorvoslatot, elbírálja a felülvizsgálati kérelmet, a bíróságokra kötelező jogegységi határozatot hoz, joggyakorlat-elemzést folytat a jogerősen befejezett ügyekben (melynek keretében feltárja és vizsgálja a bíróságok ítélkezési gyakorlatát), elvi bírósági határozatokat és elvi bírósági döntéseket tesz közzé, dönt az önkormányzati rendelet más jogszabályba ütközéséről és megsemmisítéséről, dönt a helyi önkormányzat törvényen alapuló jogalkotási kötelezettsége elmulasztásának megállapításáról.

## A Kúria Tőry Gusztáv Jogi Szakkönyvtára
A jogi szakkönyvtár állománya megközelítőleg 53 ezer könyvtári egység (38 ezer könyvjellegű dokumentum és 15 ezer időszaki kiadvány). Az állományt főként jogi szakkönyvek és jogi szakfolyóiratok alkotják.
A könyvtár mintegy 11 ezer kötetet magában foglaló muzeális értékű gyűjteménnyel rendelkezik. A régi könyvek tára 170 kötetből áll. A legrégebbi könyv Umberto Locati dominikánus szerzetes 1568-ban, Rómában megjelent műve az inkvizíció bíróságáról (Opus quod iudiciale inquisitorum). Werbőczy István Tripartituma (Hármaskönyv) több kiadásban is megtalálható, a legkorábbi 1643-ban jelent meg. A latin nyelvű könyvek közül kiemelhető a Kúria ítélkezési gyakorlatát évszázadokra visszamenőleg tartalmazó 1769. évi döntvénytár, a Planum tabulare. A gyűjtemény részét alkotja a II. József által kiadott büntető törvénykönyv, a magyar és az erdélyi országgyűlések latin és magyar nyelvű jegyzőkönyvei, valamint Csemegi Károly, Grosschmid Béni, Meszlény Artur, Vámbéry Rusztem, Szladits Károly művei. Ugyancsak kutathatók a könyvtárban a Magyar Királyi Kúria 1870-1906 közötti, a Jogtudományi Közlönyben megjelentetett döntvényei.
Werbőczy István Hármaskönyvének 1643-as kiadása

## A Kúria évkönyvei
A Kúria 2013 óta évente megjelenő, a Kúria tevékenységéről beszámoló és egyéb információkat tartalmazó évkönyveinek elektronikus változata elérhető a Kúria honlapján.

## A Kúria nemzetközi kapcsolatai
A Kúria a kétoldalú legfelsőbb szintű bírósági kapcsolatok fejlesztése mellett különösen az alábbi nemzetközi szervezetek munkájában és nemzetközi találkozókon vesz részt:
- Az Európai Unió Legfelsőbb Bírósági Elnökeinek Hálózata
- Az Európai Emberi Jogi Bíróság keretén belül működő Felsőbírósági Hálózat
- Közép- és Kelet-Európa Főbíráinak Találkozói
- A Cseh Köztársaság, Horvátország, Magyarország, Lengyelország, a Szlovák Köztársaság és Szlovénia Legfelsőbb Bírósági Elnökei Állandó Konferenciájának Találkozói
- A Közigazgatási Legfelsőbb Bíróságok Nemzetközi Egyesülete
- Az Európai Unió Közigazgatási Legfelsőbb Bíróságai és Államtanácsai Egyesülete
- Az Adójogi Bírák Nemzetközi Egyesülete
- Az Európai Versenyjogi Bírák Egyesülete
- Európai Környezetjogi Fórum
- Európai Jogi Intézet
- Európai Jogi Akadémia

## A Kúria épületei
- Az 1896-os Igazságügyi Palota

- Az 1918-as Igazságügyi Palota

## Justitia szobrai
- Justitia szobra az 1896-os Igazságügyi Palota előcsarnokában[7][8]

Strobl Alajos Justitia szobra eredetileg az 1896-os Igazságügyi Palota előcsarnokában szemben, egy emeletnyi magas talapzaton állt. Az alakot és a trónust Stróbl Alajos terve alapján Carrarában, Paolo Triscornia di Ferdinando műhelyében faragták márványba. Justitia pallosa, mérlege és koronája aranyozott bronzból készült. A szobor eredeti méretei: alapterülete 4 négyzetméter, magassága 3 méter, súlya kb. 12 000 kg. A talapzaton két – Senyei Károly által megformált – mellékalak és közöttük a magyar címer volt látható.
- Justitia szobra a Markó utcai 1918-as Igazságügyi Palota előcsarnokában[9][2]

1950-ben, amikor a Kúriát kiköltöztették az 1896-os Igazságügyi Palotából, a Justitia szobrot megfosztották márvány trónjától, aranyozott bronz kardjától és koronájától. Egy ideig a Károlyi-palota kertjében állították fel, később átkerült a korábbi Pest Megyei Bíróság épülete elé, a Thököly útra. 1983-ban renoválást követően került mai helyére, a Markó utcai 1918-as Igazságügyi Palota előcsarnokába. (Megsemmisült trónusát egyszerű kialakítású kőtalapzat helyettesíti.)